# أندرو واتسون (قسيس)
أندرو واتسون (بالإنجليزية: Andrew Watson)‏ هو قسيس بريطاني، ولد في 16 يوليو 1961 في Bicester ‏ في المملكة المتحدة.